# 榊原萌 (AV女優)
榊原 萌（さかきばら もえ、2004年〈平成16年〉7月7日 - ）は、日本のAV女優。DINO所属。東京都出身。

## 経歴
2024年9月24日にエスワンよりAVデビュー。デビュー作『新人NO.1STYLE 榊原萌 AVデビュー』は同年9月14日FANZA動画フロアランキング1位。10月14日週FANZA動画フロアランキングではデビュー第2作『ぜんぶ初めてのエッチ体験4本番 榊原萌セカンドAV』が初登場1位を記録した。
2025年1月27日週FANZA動画フロアランキングにて、デビュー第2作が再び注目を浴び6位まで上昇した。

## 人物
- 特技は料理、かけっこ[5]。
- デビュー前はスーパーでバイトをしていた。そこでバイトしていた同僚から「君は可愛いからここにいるべきじゃない」と言われて、考えた末にAV女優になることを決めた[6]。
- 自慰行為は2日に1回でバイブと電マを使っている[6]。初めてやったのはAVデビューの1年前だった[7]。
- 好きな体位は正常位[8]。
- 初めて彼氏が出来たのは高校1年の夏で相手は同級生の野球部の人で、向こうから告白されたが、その後何もせずに別れた[8]。
- 初体験は高校2年の時で最初の彼とは別の野球部の同級生だったが、元彼は嫉妬したとのことだった。初体験の時は痛かった。因みに童貞だった[8][7]。
- 3人目の彼も野球部で学校で隠れて性行為をした[8]。
- デビュー前の経験人数は4人だった[8]。
- 今後やってみたいプレーは寝取られ系で、やってみたいコスプレはキャビンアテンダントとか女教師[8]。
- 性の目覚め小学5年生の時だった[7]。
- AVライターの芝田カズは「清涼飲料水のCMに出てきそうなビジュアルに、スリムながらEカップの美ボディが心揺さぶる」、「明朗快活な全身性感帯」と論評した[9]。
- 2025年7月22日のXでかつて2年半、サッカーをやっていたことを明かした[10]。

## 作品

### アダルトビデオ
- 新人NO.1STYLE 榊原萌 AVデビュー（9月24日、エスワン）
- ぜんぶ初めてのエッチ体験4本番 榊原萌セカンドAV（10月22日、エスワン）
- 照れて、笑って、キスした後は自宅とホテルで激しく何度も求め合うお泊まりヤリまくり濃密デート（11月26日、エスワン）
- S1 PRECIOUS GIRLS 2024 オールスター24名大集合ハーレムアイランドSpecial （12月10日、エスワン）
- 激イキ139回！痙攣5,500回超え！イキ潮2,800cc! 尊すぎる美少女 エロス覚醒 はじめての大・大・大・痙・攣スペシャル（12月24日、エスワン）

- アナタ史上最高の射精体験のために 榊原萌の全力シコシコサポート10変化 4時間スペシャル（1月28日、エスワン）[1][11]
- エスワン20周年記念 AV業界史に残る最強タッグ作品 世界に誇る一流女優たちが極上ご奉仕してくれる 超S1級 ハーレム風俗フルコース（1月28日、エスワン）
- こんな美少女のエッロいフェラチオと嬉しそうな大量顔射（2月25日、エスワン）
- エスワン20周年記念 AV業界史に残る最強タッグ作品 顔面偏差値No.1の女子生徒たちがヌキハメ放題で来場者を満足させてくれるエスワン学園射精祭（3月11日、エスワン）
- 無邪気な教え子に誘惑された僕は可愛い顔、声や匂い、そして若い肉体の魅力に抵抗できず、校内でもホテルでも何処でも挿れまくった。（3月25日、エスワン）
- エスワン20周年記念 AV業界史に残る最強タッグ作品 SUPER VVVIP 乱交 PARTY 舐めまくり 挿れまくり イキまくり 非日常で乱れまくる奇跡のドリーム大共演（4月8日、エスワン）
- 妻が不在中、雇い主のシモの世話までシタがるご奉仕メイドのシコシコ誘惑（4月22日、エスワン）[9][12]
- エスワン20周年記念 AV業界史に残る最強タッグ作品 世界トップクラスの美女に囲まれて柔らか艶肌むぎゅむぎゅ超密着！スッキリ連続射精！キス、乳首、股間…性感帯シンクロ同時責め【主観】あなただけの性処理専門全裸メイド倶楽部（5月27日、エスワン）
- 「お兄ちゃんだけど気持ちイイからもっとしよ」ピュアな妹が性に目覚めて常に笑顔と密着で僕のチ●ポ、痴女ってきます！ （5月27日、エスワン）
- 流れでメンズエステのバイト始めたウブ少女は笑顔で精子ビュルビュル発射させちゃうぐらい回春スキル最強でした。（6月24日、エスワン）[13]
- こんな可愛い顔してぶっちゃけ連続何回イケるの？ 6時間ぶっ通しでおま●こアヘアヘさせ続けるノンストップ絶頂性交 榊原萌（7月22日、エスワン）

### アダルトVR
- VR NO.1 STYLE 榊原萌 解禁 王道にして至高 こんなに可愛くて、驚くほどエロい逸材美少女（11月25日、エスワン）

- いっぱい喋って、思いっきり笑って、毎日エッチして…ボクにしか見せないお茶目な自然体が可愛いすぎる年下彼女と心の底から愛し合う超濃密いちゃエロ同棲性活（3月14日、エスワン）

### イメージビデオ
- 誰かの彼女（2025年3月11日、FAIR＆WAY）[14]

### デジタル写真集
- School Days（2025年6月1日、フェア出版） - 撮影：早川達也

## 外部サイト
- 榊原萌 - DINO
- 榊原萌 (@moe_millky) - X（2024年7月14日 - ）
- 榊原萌 (@moe._.nyanvv) - Instagram（2024年7月14日 - ）

※以下は、18禁サイト
- 榊原萌 - S1 NO.1 STYLE公式サイト